# Plaza San Carlo
La Piazza San Carlo es una de las plazas más importantes de Turín, Italia. Tiene 168 metros de longitud y 76 de anchura, con una superficie total de 12 768 metros cuadrados. Está situada en el recorrido de la Via Roma, que la une a la Piazza Castello y a la Piazza Carlo Felice.
Con el curso de la historia se ha llamado Piazza Reale, Piazza d'Armi y, en el período napoleónico, Place Napoléon.
Desde 1618 está dedicada, como una de las dos iglesias gemelas, a San Carlos Borromeo, el arzobispo de Milán que tuvo una particular devoción por la Sábana Santa. Manuel Filiberto hizo llevar la Sábana Santa a Turín en 1578 para acortar la peregrinación que habría debido realizar Carlos Borromeo, a pie, hasta Chambéry para venerarlo.
Es escenario habitual de acontecimientos históricos y sociales, entre ellos mítines, conciertos, manifestaciones, directos de televisión, protestas sindicales y celebraciones de los triunfos deportivos del equipo de fútbol Juventus.
En esta plaza, con ocasión de la exposición de la Sábana Santa, la mañana del dos de mayo de 2010 el Papa Benedicto XVI se reunió con los ciudadanos de Turín y celebró la misa; por la tarde, el pontífice presidió el encuentro con jóvenes piemonteses antes de ir a la Catedral de Turín para venerar la Sábana Santa, y posteriormente a la Piccola Casa della Divina Provvidenza.

## Descripción

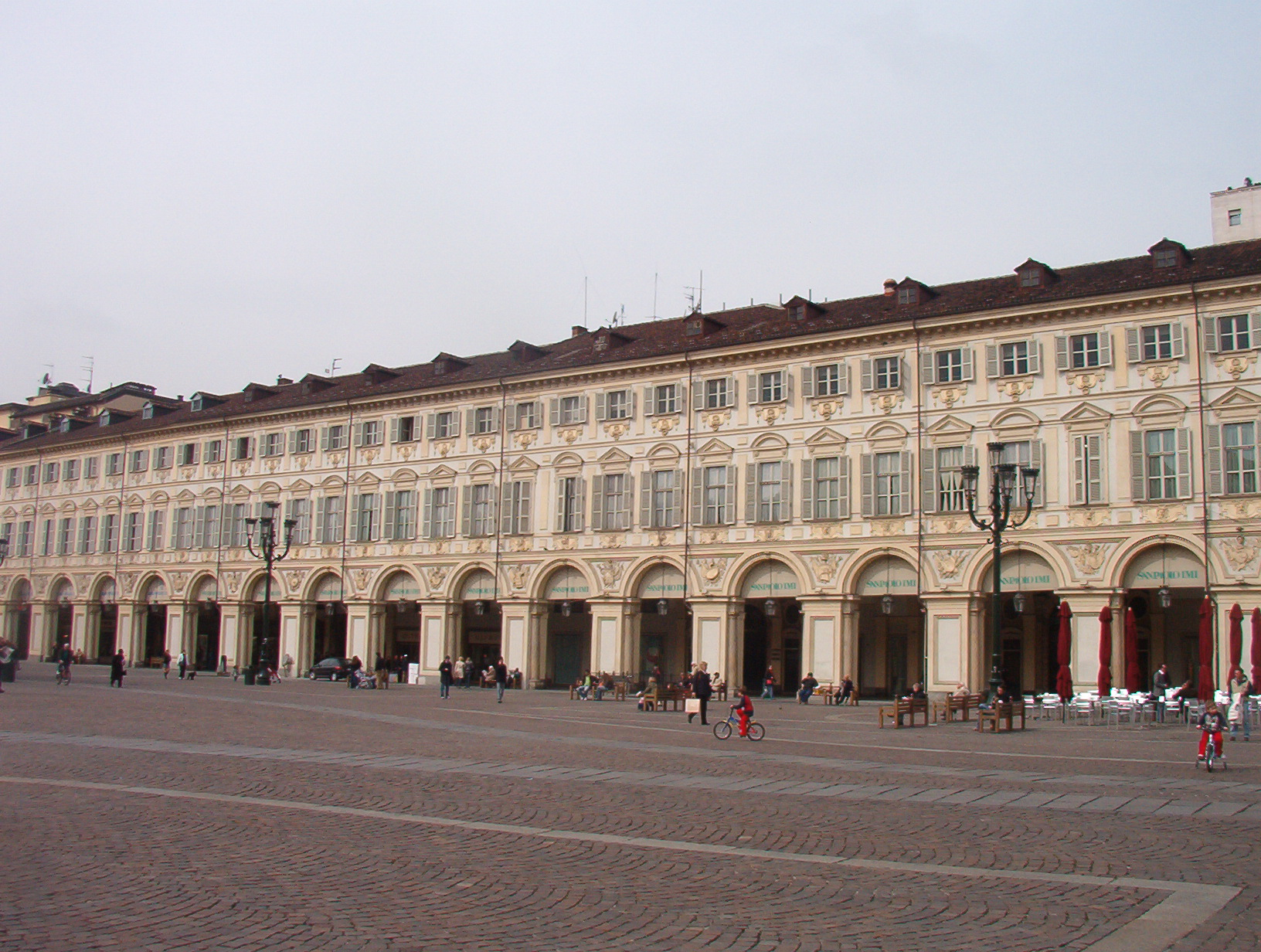
Edificios en la Piazza San Carlo.

Esta plaza de Turín tiene el apodo de sala de estar de Turín. Con forma rectangular, está unida a la Piazza Castello por la Via Roma, principal calle del centro de la ciudad. Su aspecto actual data del siglo XVII, según el proyecto de Carlo di Castellamonte. Fue modificada posteriormente por la intervención de Benedetto Alfieri el siglo siguiente.
En el centro está el monumento ecuestre a Manuele Filiberto, llamado Caval ëd Bronz (Caballo de Bronce en piemontés), obra de Carlo Marochetti en 1838, que representa al duque en el acto de enfundar la espada tras la victoria de San Quintín.
A los lados está el edificio Solaro del Borgo, del siglo XVII, y, en el lado sur, las dos iglesias gemelas de estilo barroco: la de Santa Cristina (1639), proyectada por Castellamonte, y la de San Carlo, construida en 1619 y atribuida a varios arquitectos, entre ellos Castellamonte. La fachada cóncava de la primera fue rediseñada por Filippo Juvarra en 1715. La fachada de la iglesia de San Carlo es del lombardo Ferdinando Caronesi (1836).
En los años sesenta se instalaron en la plaza las características farolas llamadas farolas imperio con brazo a cornucopia.
Aquí se encuentran las sedes de importantes instituciones económicas y culturales, entre ellas Intesa Sanpaolo (Palazzo Turinetti di Pertengo, en el número 156) y el Goethe-Institut de Turín.

## Historia

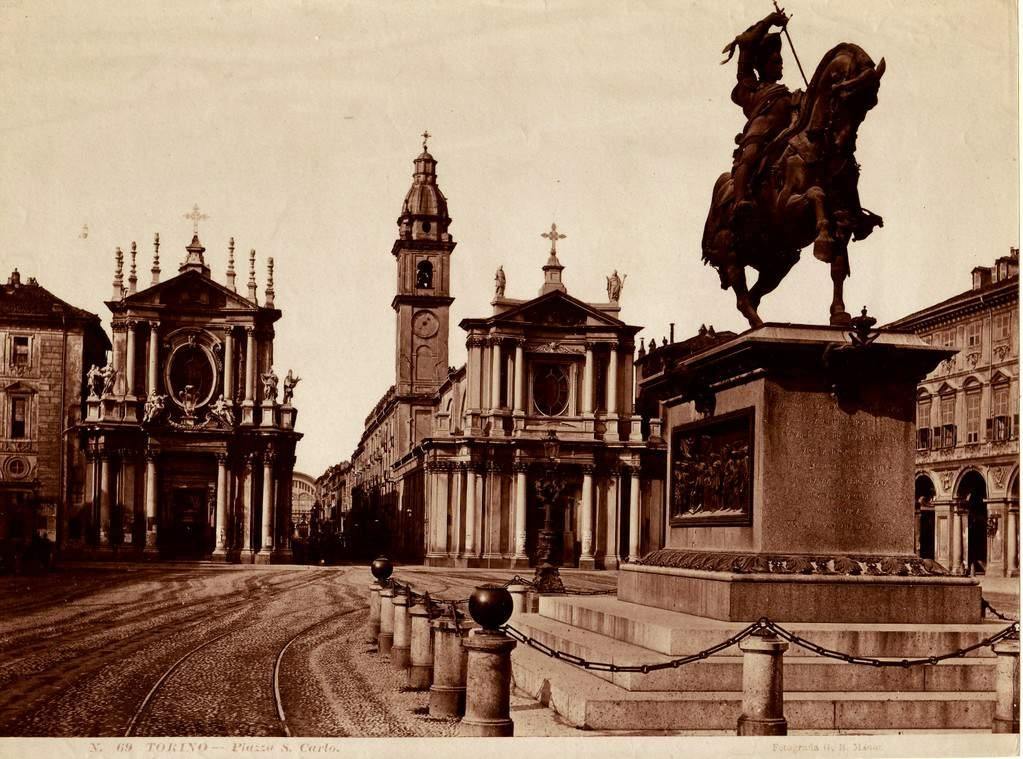
Fotografía de la plaza a principios de siglo.

La Piazza San Carlo no existía antes del siglo XVII. En 1653, año del traslado de la capital del Ducado de Saboya a Turín, la ciudad estaba todavía dentro de las antiguas murallas romanas, reforzadas por los franceses en el siglo XVI. Fue Carlo di Castellamonte quien proyectó la expansión de la ciudad hacia el sur, por orden del duque de Saboya: en 1638 se inauguró la plaza, y Cristina de Francia, viuda de Víctor Amadeo I ordenó la construcción de los pórticos monumentales, decorados posteriormente con trofeos militares por Carolos Manuel III.
Las dos iglesias gemelas de Santa Cristina y San Carlo eran entonces muy diferentes. San Carlo no tenía la fachada añadida por Carlo Ceppi en el siglo XIX, mientras que Santa Cristina, construida por voluntad de la regente María Cristina, era entonces un convento de carmelitas descalzas: Cristina, en su vejez, amó tanto esta iglesia que quiso ser enterrada allí (1663).
El 4 de noviembre de 1838, día de la festividad de San Carlos Borromeo, se inauguró el monumento a Manuel Filiberto, obra de Carlo Marocchetti, que antes de ser instalado en la Piazza San Carlo fue admirado en el Louvre de París. El Caval ëd Bronz, que durante la guerra se protegió con pesadas estructuras de madera, se muestra actualmente a la ciudad tras una larga restauración, que finalizó en octubre de 2007.

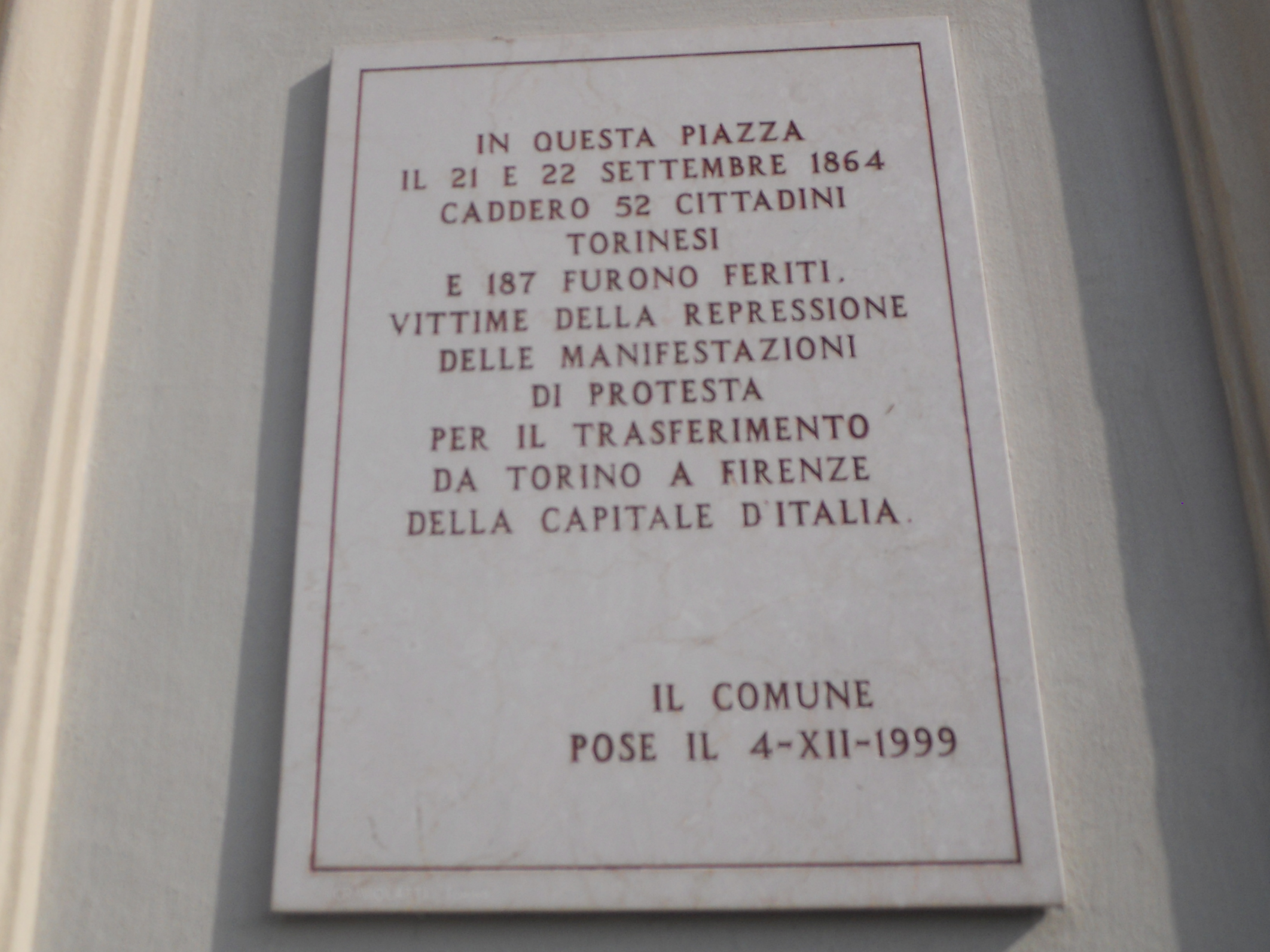
Placa conmemorativa de la masacre en una columna de la Piazza San Carlo.

En esta plaza, el 21 de septiembre de 1864, sucedió uno de los eventos más trágicos de la historia de Turín, que en esos días había sufrido el traslado de la capital de Italia a Florencia (exigido por Francia). Los turineses se reunieron pacíficamente en la plaza para protestar contra la decisión del gobierno Minghetti, pero las fuerzas públicas fueron excesivamente crueles en la represión de la protesta: según algunas fuentes, cayeron a tierra 184 personas. El 24 de septiembre Minghetti fue obligado a dimitir, pero la decisión de abandonar la ciudad ya se había tomado y, en 1865, Turín renunciaba obtorto collo al papel de capital del Reino.

## Cafés
La vida política piemontesa se ha desarrollado siempre en la Piazza San Carlo, o mejor, en sus famosos cafés, frecuentados por miembros de la familia real, nobles y escritores. El más famoso es el Caffè San Carlo, primer local de toda Italia que tuvo iluminación a gas. Estaba decorado con estucos y estatuas que le daban una mayor elegancia. El Caffè San Carlo vivió sus años dorados cuando, entre 1920 y 1925, fue lugar de encuentro de Mario Gromo, Giacomo Noventa, Giacomo Debenedetti, Filippo Burzio y Francesco Pastonchi.
Otro lugar de particular importancia es el Caffè Torino, situado bajo los pórticos barrocos, con mesas al aire libre en verano; también es famosa la cafetería Neuv Caval'd Brôns, que tiene una elegante escalera de piedra que conduce a la planta superior, desde donde se pueden admirar una vista magnífica. La Confetteria Stratta, creada en 1836, es conocida en toda Italia por su confitería y mantiene la tradición de dulces de Turín y el Piamonte.

## Lugar de residencia de Alfieri

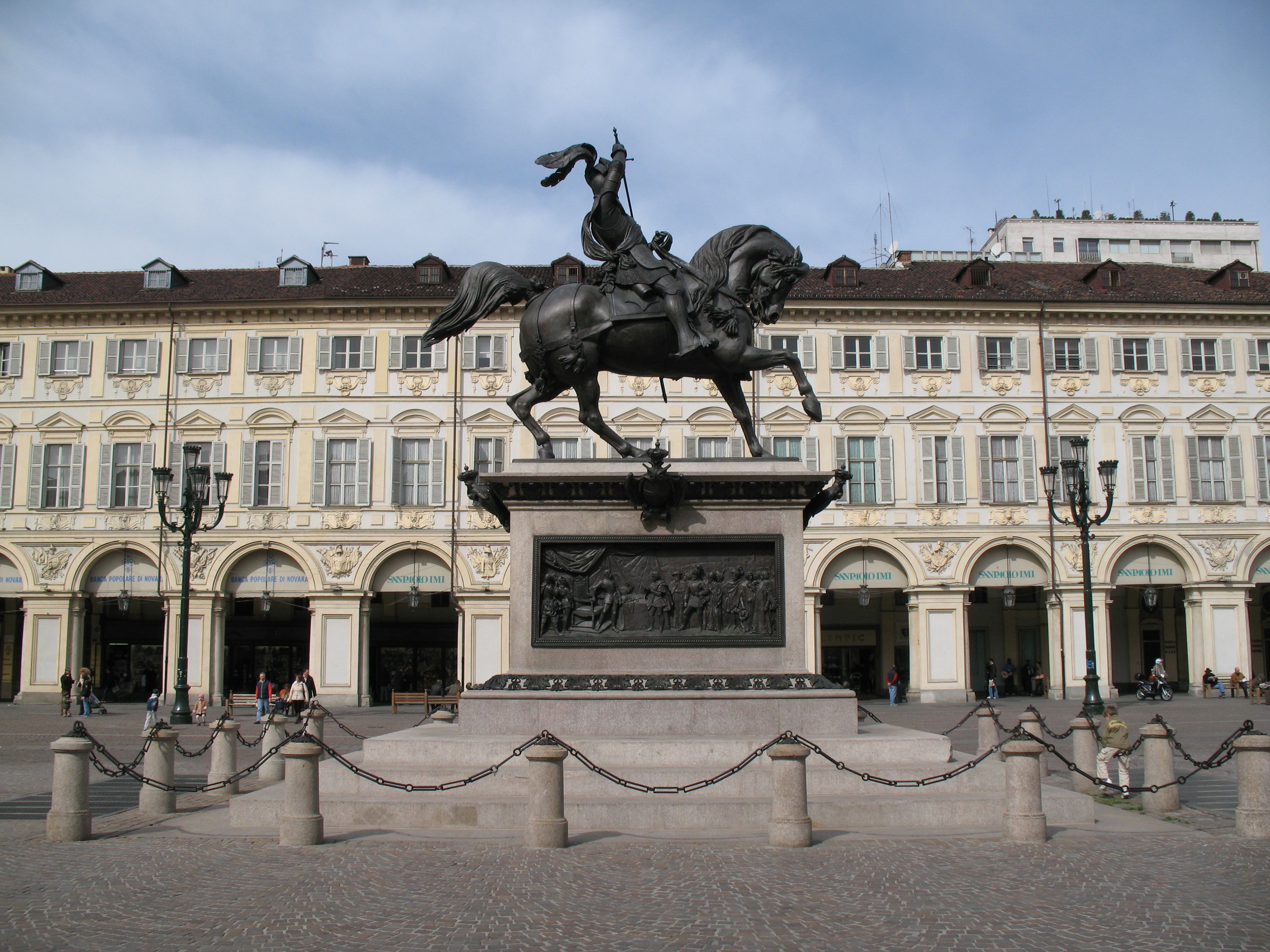
El Caval ëd Bronz.

El escritor Vittorio Alfieri, al volver a Italia tras "años de viajes y desenfreno", vivió en una casa en la Piazza San Carlo a partir de 1773: el edificio está situado encima del último tramo de los pórticos antes de la iglesia de San Carlo, y era residencia de los condes Avogadro di Collobiano: aquí escribió sus primeras tragedias, entre 1774 y 1777. Así escribe el poeta de Asti:

...conseguí en Turín una magnifica casa situada en la bellísima Piazza San Carlo, y la amueblé con gusto, comencé a hacer vida de juerguista...
Vittorio Alfieri, Vita di Vittorio Alfieri da Asti scritta da se medesimo

En esta residencia instituyó, con sus compañeros de Accademia, una pequeña sociedad que se reunía semanalmente para "festejar y razonar sobre cualquier cosa", la "Société des Sansguignon", inspirándose en los escritos de Voltaire.

## Reestructuración
Con ocasión de los Juegos Olímpicos de Turín 2006, la plaza fue objeto de una importante remodelación. La administración municipal optó por una peatonalización total de la plaza, eliminó el tráfico y los aparcamientos en los lados largos, y la pavimentó con adoquines de pórfido. En las obras para la construcción de un aparcamiento subterráneo (que se unió al gran sistema subterráneo de la Via Roma), se encontraron restos de la época romana y restos de un puente de la época de Manuel Filiberto.
También ha sido objeto de una intervención llamada Laboratorio in piazza, con la que se ha dotado de tecnologías propias de una ciudad inteligente, como Wi-Fi, y una iluminación regulada sobre la base de parámetros astronómicos, la luminosidad y la presencia de personas. Además, se instaló un sistema de videovigilancia.

## Transporte
Se puede llegar a la plaza desde la estación  Porta Nuova del Metro de Turín.

## Galería de imágenes

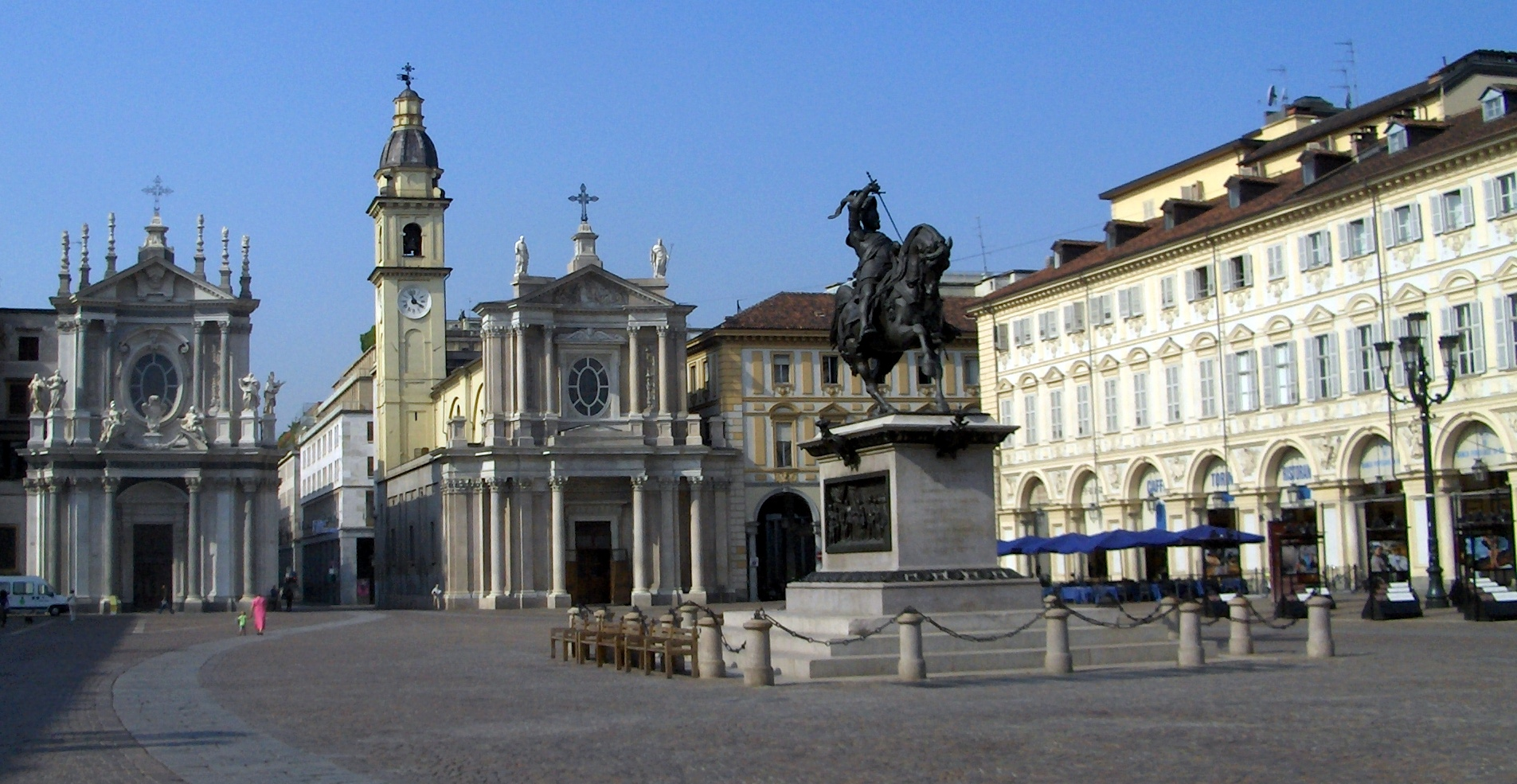
La plaza con el monumento a Manuel Filiberto
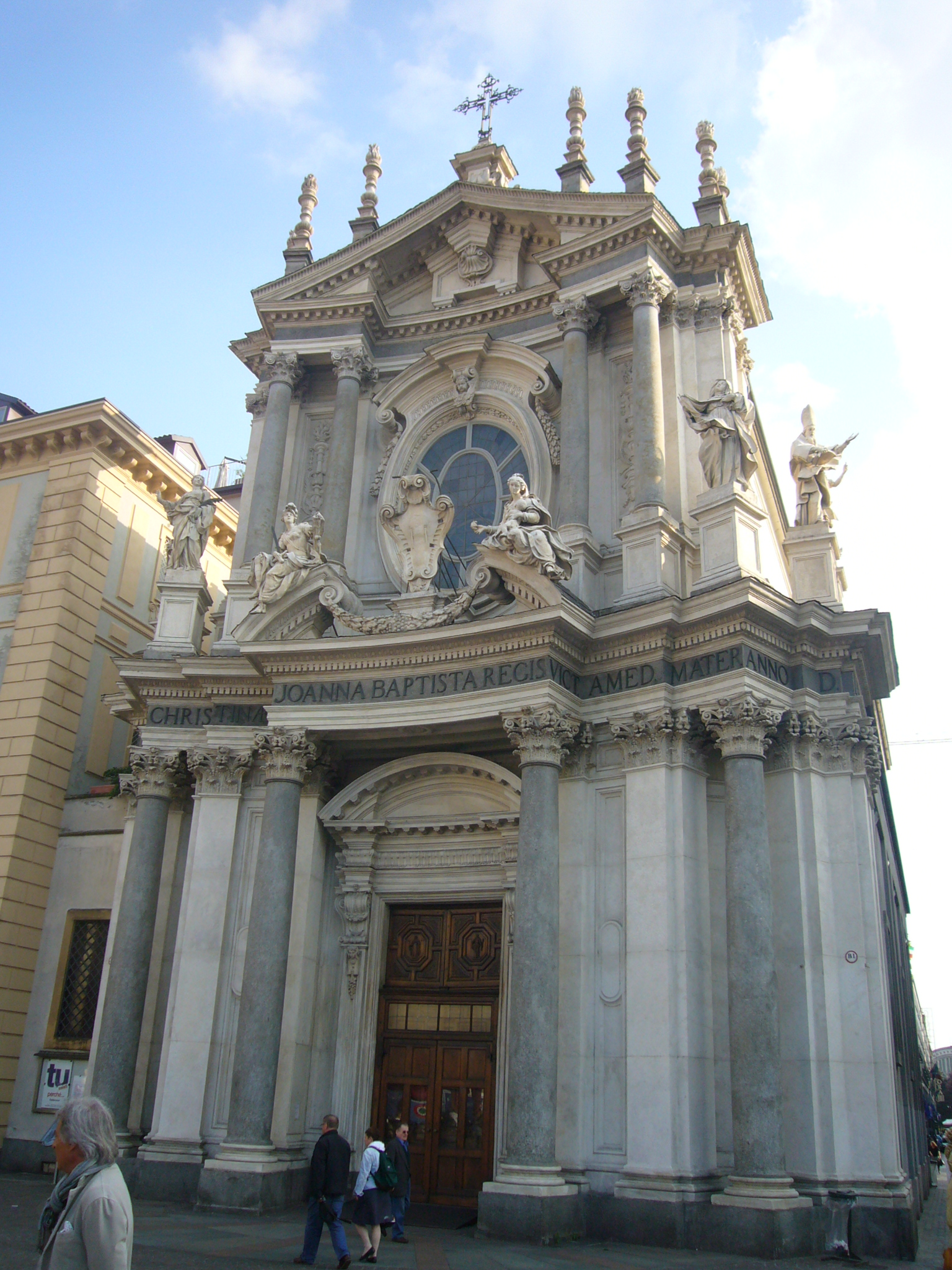
La chiesa di Santa Cristina
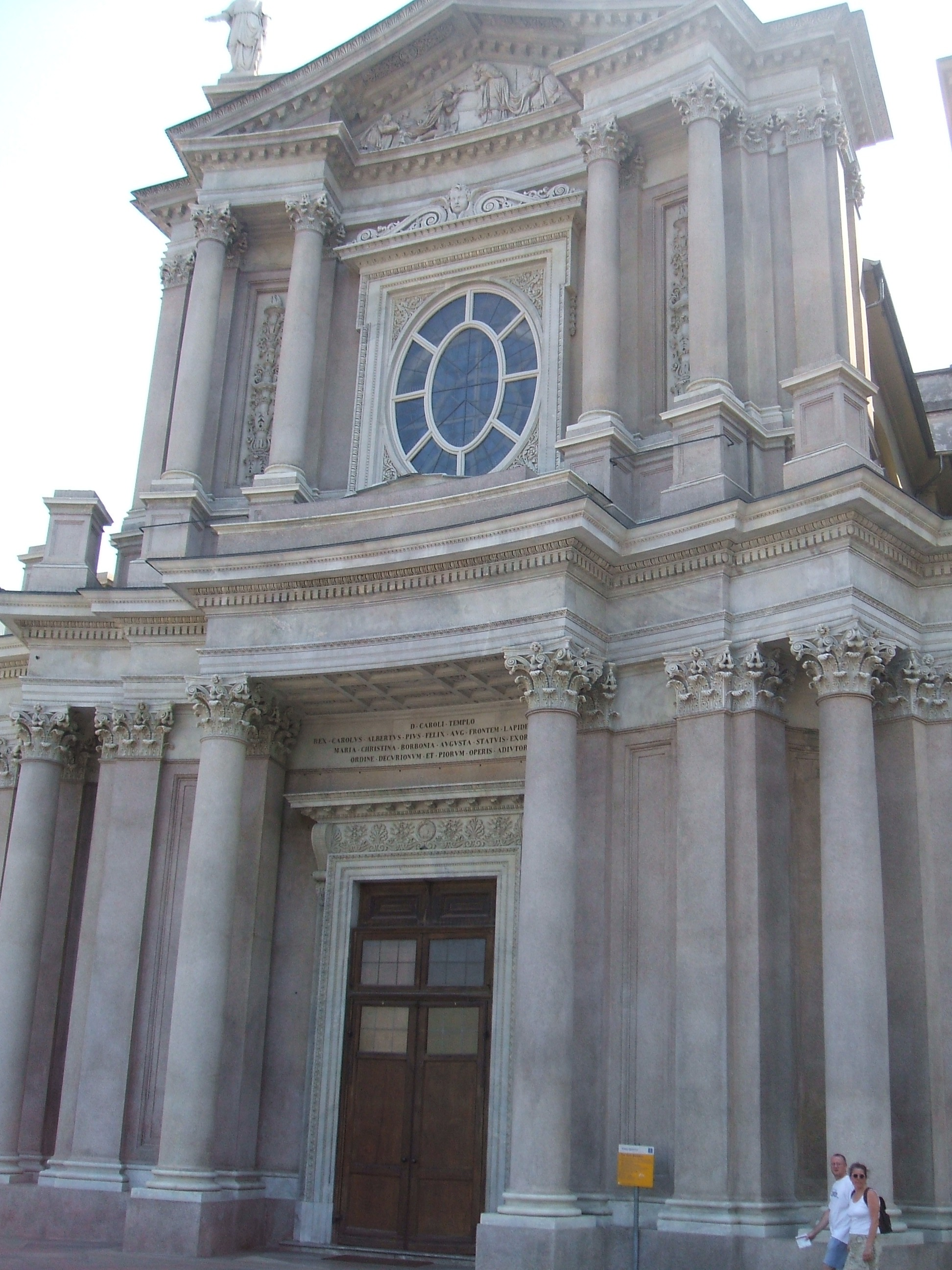
La chiesa di San Carlo
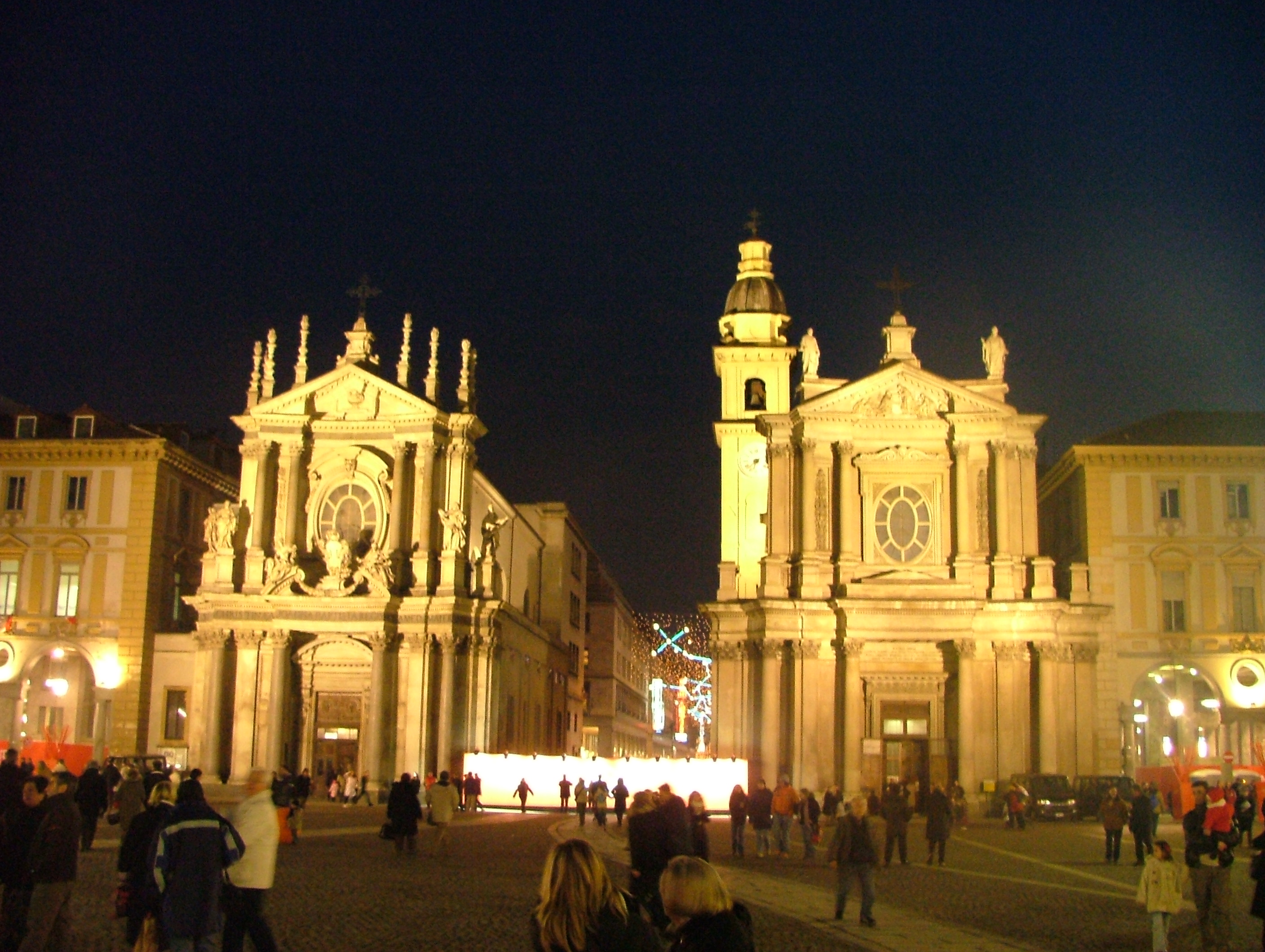
La plaza por la noche
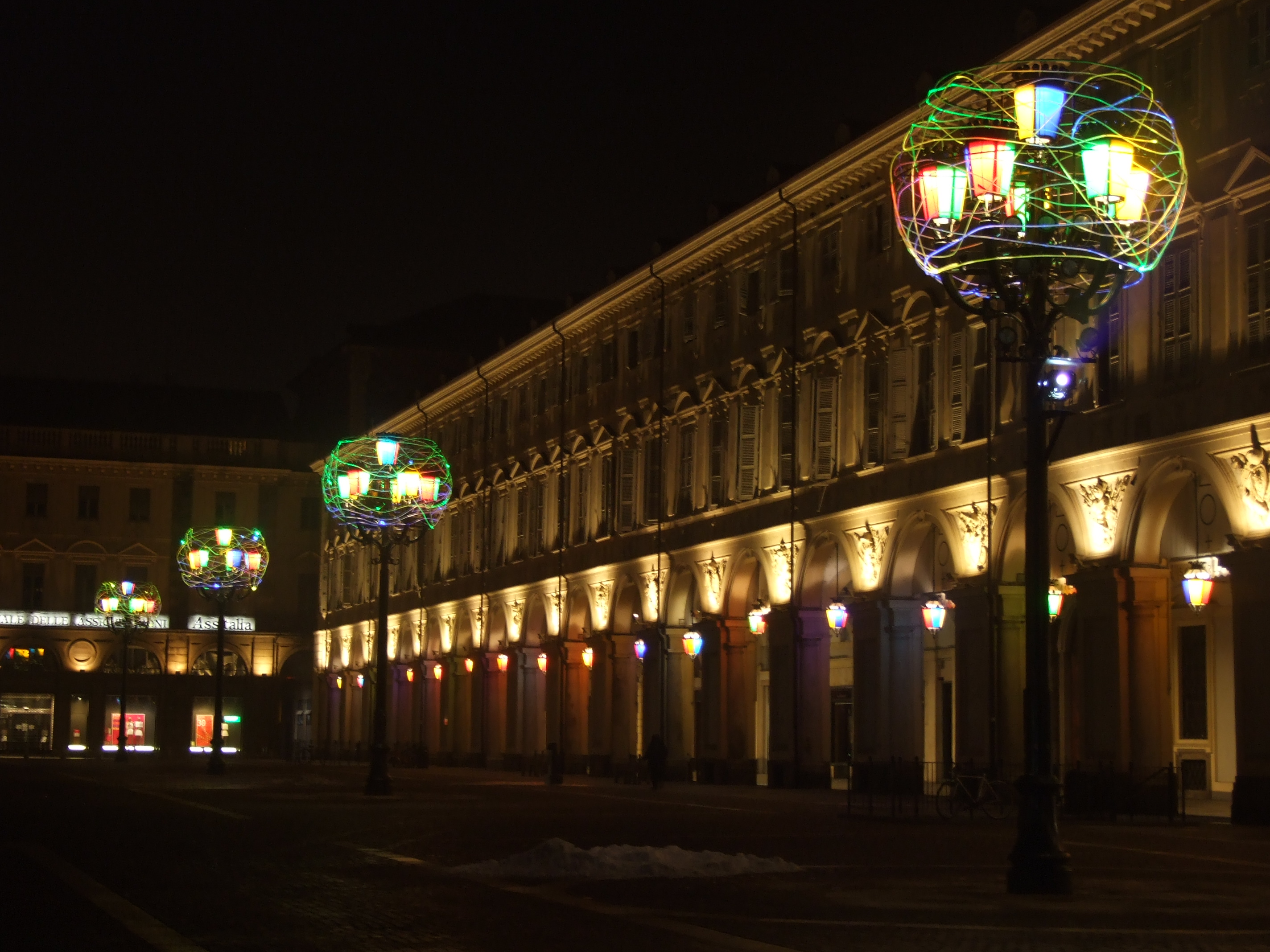
La plaza por la noche
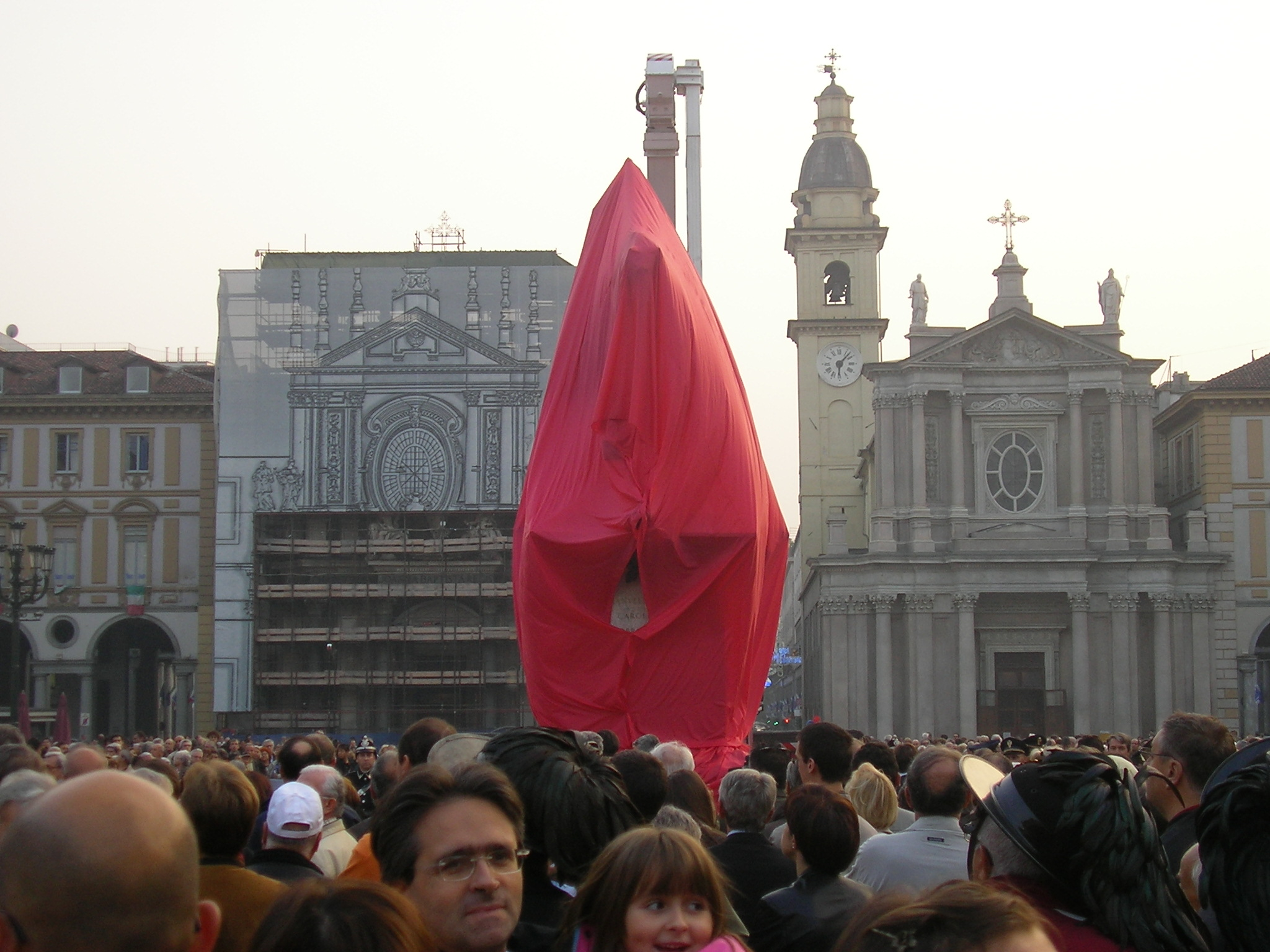
Inauguración del "Caval ëd Bronz" restaurado en octubre de 2007
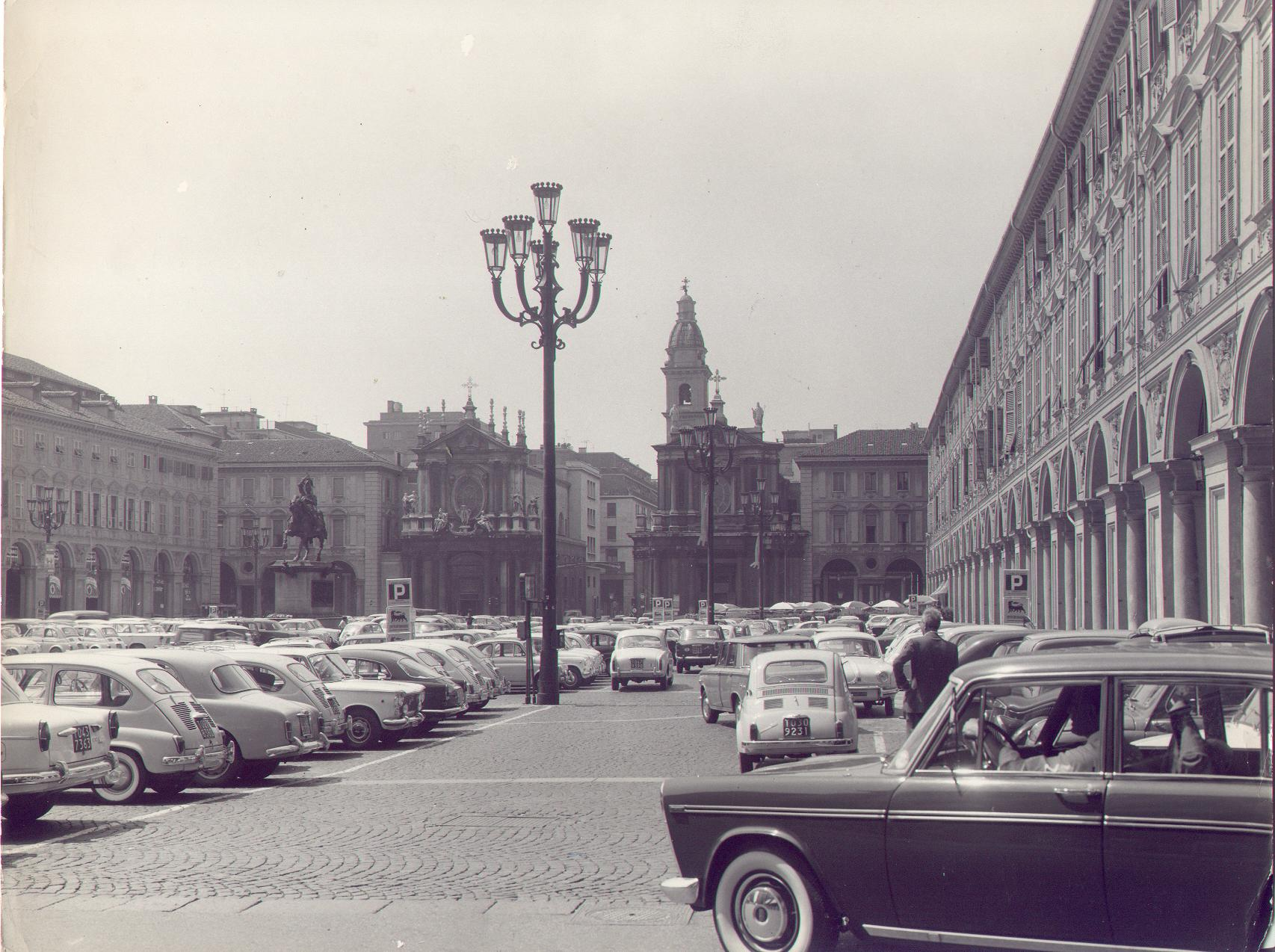
Iluminación de la plaza en los años sesenta según el proyecto de Guido Chiarelli